# Schlacht bei Ninive
Mesiche – Edessa – Satala – Maranga – Dara – Melitene – Solachon – Jerusalem – Konstantinopel – Ninive
Die Schlacht bei Ninive am 12. Dezember 627 war die Entscheidungsschlacht des verheerend geführten oströmisch-sassanidischen Krieges der Jahre 603 bis 628, in dessen Verlauf Ostrom an den Rand des Abgrunds gedrängt worden war. Sie war gleichzeitig der Höhepunkt des persischen Feldzugs des oströmischen Kaisers Herakleios.
Herakleios hatte bereits im April 622 Konstantinopel verlassen und einen langen Feldzug ins Herz des Perserreichs angetreten. Mit dem Scheitern der Belagerung Konstantinopels im Jahr 626 und dem Beginn heftiger Angriffe der Kök-Türken an der sassanidischen Nordgrenze hatten die persischen Truppen endgültig die Initiative verloren. Im September 627 marschierte dann das oströmische Heer unter Führung des Kaisers von Tiflis aus nach Süden. Herakleios überraschte die Sassaniden mit diesem gewagten Feldzug derart, dass sie nicht rechtzeitig genug Truppen nach Norden verlagern konnten. Herakleios kampierte nun am 1. Dezember bei den Ruinen von Ninive und überschritt den Großen Zab, einen Seitenarm des Tigris. Von dort aus hätte er dann Dastagird (die Sommerresidenz Chosraus II.) einnehmen können, um anschließend auf die Hauptstadt Ktesiphon zu marschieren.
Die Sassaniden konnten Herakleios nicht an der Flussüberquerung hindern, verstellten aber seinen Weg nach Süden. Herakleios scheint einen Rückzug vorgetäuscht zu haben, um die Perser vom Tigris auf das offene Feld wegzulocken; dies gelang ihm. Am 12. Dezember 627 kam es schließlich in der Nähe von Ninive zur Schlacht, obwohl Rhazates (eigentlich: Roch Vehan), der persische General, noch auf Verstärkung gewartet hatte, die aber nicht rechtzeitig eintraf. Bezüglich der Stärke der beiden Armeen sind keine genauen Zahlen überliefert; laut Tabari fielen 6.000 von 12.000 Persern, doch diese Angaben sind wie alle anderen mit großer Vorsicht zu behandeln, zumal derselbe Autor behauptet, Herakleios habe 90.000 Mann befehligt, was völlig unglaubwürdig ist. Die Kämpfe wurden auf offenem Feld erbittert geführt, doch schließlich fiel Rhazates, und die Perser gaben die Schlacht verloren. Offenbar haben die Oströmer die Geländevorteile besser ausnutzen können als die Perser; die Römer setzten während der Schlacht außerdem einige Standardmanöver ein, wie sie schon im Strategikon beschrieben werden. Laut Sebeos hatte Herakleios auf dem Feld erst die Flucht vorgetäuscht und dann überraschend angegriffen. Auf jeden Fall schlug Herakleios die Perser entscheidend, wenn das Vorgehen des Kaisers auch gewagt war, schließlich riskierte er auch, im ungünstigsten Fall abgeschnitten und vernichtet zu werden. Doch das Risiko hatte sich gelohnt.
Herakleios’ Weg nach Süden war nun offen, so dass er fast ungehindert Anfang 628 Dastagird einnehmen konnte, das Chosrau II. zuvor fluchtartig verlassen hatte. Herakleios verzichtete klugerweise auf eine Belagerung der Hauptstadt Ktesiphon; vermutlich aus der berechtigten Sorge, dass die persische Hauptarmee noch gar nicht in die Kämpfe eingegriffen hatte, vielleicht aber auch weil er befürchtete, abgeschnitten zu werden. Zudem war die kaiserliche Armee zahlenmäßig recht schwach und vom Überraschungseffekt abhängig. Herakleios erreichte einige Zeit später die Mitteilung vom Tod Chosraus II., der im Februar 628 von seinem Sohn Kavadh II. Siroe gestürzt und kurz darauf getötet worden war. 630 schlossen Ostrom und Persien einen Friedensvertrag. Die Schlacht von Ninive war somit die letzte im langen Ringen der beiden spätantiken Großmächte.
Die Bedeutung des Sieges wird allerdings von der jüngeren Forschung (z. B. von James Howard-Johnston) erheblich relativiert: Die römische Propaganda habe den Erfolg übertrieben; der Sieg sei von allenfalls psychologischer Bedeutung gewesen. Schon der Umstand, dass Herakleios im später geschlossenen Frieden von 630 nicht mehr erreichen konnte als die Wiederherstellung der römischen Vorkriegsgrenzen (und das, obwohl sich das Sassanidenreich zu diesem Zeitpunkt in einem Zustand der inneren Wirren befand), zeige, dass die Perser vom Kaiser nicht entscheidend geschlagen worden seien. Folgt man dieser Lesart, so waren es die innenpolitischen Schwierigkeiten und der Angriff der Kök-Türken, die die Perser zum Abbruch des Krieges mit Ostrom veranlassten. Herakleios hatte demnach keinen Triumph errungen, sondern lediglich mit Mühe und Not das Überleben seines Reiches gesichert.